# Cossaye
Cossaye település Franciaországban, Nièvre megyében. Lakosainak száma 657 fő (2022. január 1.). Cossaye Gannay-sur-Loire, Charrin, Decize, Devay, Lamenay-sur-Loire, Lucenay-lès-Aix, Saint-Germain-Chassenay és Toury-Lurcy községekkel határos.

## Népesség
A település népességének változása:
| Lakosok száma | 777  | 742  | 732  | 718  | 712  | 706  | 689  | 673  | 657  |
|               | 2013 | 2015 | 2016 | 2017 | 2018 | 2019 | 2020 | 2021 | 2022 |